# Historia del islam
La historia del islam es la historia de la fe islámica como religión. Como la mayoría de las religiones del mundo, el desarrollo histórico del islam ha tenido un impacto claro sobre la historia política, económica y militar tanto dentro y fuera de las zonas geográficas en que el Islam es mayoritario. Como con el cristianismo, el concepto de un «mundo islámico» puede ser más o menos útil al tratar diferentes períodos de la historia. 
El islam surgió en la península arábiga  en el siglo VII con el profeta Mahoma, que dio lugar a una expansión territorial que se prolongó hasta un siglo después de su muerte. Este imperio no se mantuvo unido por mucho tiempo; el nuevo sistema de gobierno pronto derivó en una guerra civil conocida para los historiadores del islam como la Fitna, y posteriormente en una Segunda Fitna. Después de esto, dinastías rivales reclamarían el califato, o liderazgo del mundo musulmán mientras muchos estados e imperios islámicos prestaban al califa una obediencia meramente simbólica.
A pesar de esta fragmentación del islam como comunidad política, los imperios musulmanes del califato Abbasí, los mongoles y los otomanos Seléucidas estuvieron entre los más grandes y poderosos del mundo. Hubo notables científicos, astrónomos, matemáticos, doctores y filósofos musulmanes durante la Edad de Oro del islam. La tecnología floreció; hubo mucha inversión en infraestructura económica, como sistemas de irrigación y canales. El hincapié en la importancia de la lectura del Corán llevó a un alto nivel de alfabetización en la población general.[cita requerida]
Posteriormente, en los siglos XVIII y XIX, muchos territorios de mayoría musulmana fueron cayendo bajo el dominio de los poderosos imperios europeos. Luego de la Primera Guerra Mundial y la ocupación de Constantinopla, los remanentes del Imperio otomano fueron divididos en la partición del Imperio otomano como protectorados europeos. En la actualidad, ningún estado musulmán reclama el califato universal (véase califato mundial).
Aunque afectado por varias ideologías seculares, como el comunismo y el panarabismo, durante gran parte del siglo XX, la identidad islámica y la prominencia del islam en temas políticos han aumentado casi indiscutiblemente durante los últimos años del siglo XX y comienzos del XXI. El rápido crecimiento demográfico de la población musulmana, el interés geopolítico de algunas regiones de mayoría musulmana y la globalización han influido en la importancia del islam en la configuración del mundo en el siglo XXI.

## Mahoma

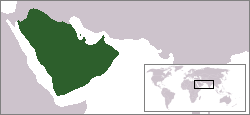
Al momento de su muerte en el año 632, Mahoma había logrado unir toda la península arábiga.

## El Imperio islámico

El Imperio islámico en todo su esplendor. En carmesí los territorios conquistados por Mahoma, en rosa los conquistados por los Califas Ortoxodos y en amarillo los conquistados durante la Dinastía Omeya.

## El apogeo del poder islámico

El territorio del Califato en el año 750.